# Sian Chiong
Sian Chiong Cheruet (Havana, Cuba, 27 de outubro de 1993) é um ator e cantor cubano .

## Biografia
Chiong era membro de um grupo musical chamado "Los Angeles". No final de 2010 tiveram a oportunidade de gravar um álbum de produção própria, intitulado: La confession, marcando sua identidade. Neste álbum as músicas foram de autoria dos próprios integrantes, que também fizeram o arranjo de todas as músicas e contaram com a ajuda de vários músicos. Meses depois, após sua estreia, sua atual gravadora internacional ¨SP Latin Records¨, que lançou o álbum para o mercado internacional em junho de 2011.
Em 2018, ele participou de uma novela mexicana Como fazer o papel de Alan. Mais tarde, ele participou de O coração nunca está errado e Suba na minha moto (série de TV de 2020) .
No final de 2020 participou de La mexicana y el güero e em 2022 volta à televisão dando o papel principal juvenil na novela Corazón Guerrero como Adrián Guerrero.

## Filmografía

### Televisão
- Corazón guerrero (2022) - Adrián Guerrero
- La mexicana y el güero (2020-2021) - Diego Torres[1][2]
- Tu Night con Omar Chaparro (2020) temporada 2 episódio 39
- Súbete a mi moto (2020) - Joselo Vega
- Juntos el corazón nunca se equivoca (2019) - Thiago
- Like (2018) - Alan
- Santa María del Porvenir (2011-2012) - Alejandro

### Filme
- Ni pocos Ni locos (2011) - Claudio